# Zaruddia (rejon teofipolski)
Zaruddia (ukr. Заруддя) – wieś na Ukrainie, w obwodzie chmielnickim, w rejonie teofipolskim, nad rzeką Rud´. W 2001 roku liczyła 278 mieszkańców.